# Ču Kang
Ču Kang (čínsky: pchin-jin Zhū Gāng, znaky 朱棡; 18. prosince 1358 – 30. března 1398) byl čínský princ a vojevůdce, kníže z Ťin a třetí syn čínského císaře Chung-wua, prvního císaře a zakladatele dynastie Ming.

## Jména
Ču Kang obdržel posmrtné jméno Kung (čínsky pchin-jinem Gōng, znaky 恭), jeho plný posmrtný titul byl kníže Kung z Ťin (čínsky v českém přepisu Čchin Kung-wang, pchin-jinem Qín Gōngwáng, znaky 秦恭王).

## Život
Ču Kang se narodil 18. prosince 1358, byl třetí syn Ču Jüan-čanga a jeho první manželky paní Ma. Ču Jüan-čang tehdy sídlil v Nankingu a jako jeden z generálů říše Sung bojoval v povstání rudých turbanů. Roku 1368 se Ču Jüan-čang stal císařem říše Ming a během několika let sjednotil Čínu pod svou vládou. V květnu 1370 udělil sedmi svým synům tituly knížat (王, wang), Ču Kang se stal knížetem z Ťin (晉王).

Sídla císařských synů pověřených obranou severních hranic, včetně Ču Kanga sídlícího v Tchaj-jüanu; situace po roce 1393

Po dosažení dospělosti roku 1378 přesídlil do Tchaj-jüanu, hlavního města provincie Šan-si a třebaže neměl pravomoci vůči místní správě, osobní garda, sestávající ze tří pluků, i početná domácnost vedená zkušenými poradci a úředníky mu dávala nemalou moc. Veden uměleckými zájmy shromáždil ve svém paláci reprezentativní sbírku obrazů a kaligrafie, podporoval místní buddhistické kláštery.
Od přelomu 80. a 90. let patřil k několika císařovým synům, postaveným do čela vojsk na severní a severozápadní hranici. Po čistkách první poloviny 90. let s Ču Tim převzal velení nad pohraničními armádami, přičemž jim pomáhali mladší bratři, knížata z Čchi, Čchu, Liao a Siang a další.
Roku 1398 onemocněl a 30. března 1398 zemřel. Měl sedm synů a tři dcery. Jeho potomci drželi titul knížete z Ťin do roku 1648.